# 浜北駅
浜北駅（はまきたえき）は、静岡県浜松市浜名区沼にある遠州鉄道鉄道線の駅。駅番号はET13。

## 歴史
1924年（大正13年）7月1日から1937年（昭和12年）10月6日まで、浜北駅と同じ地点に西遠鉄道（西遠軌道）の貴布禰駅が所在しており、現在の天竜浜名湖鉄道天竜浜名湖線（日本国有鉄道二俣線）宮口駅の南側にあった西遠鉄道宮口駅までの4.8 kmを結んでいた。国鉄二俣線の開業が決まったことにより廃止となった。

### 駅名の由来
開業当時の地名は浜名郡北浜村大字沼だったため仮駅名は沼駅（ぬまえき）だったが、沼よりも大きな集落だった隣の貴布祢への最寄り駅として貴布禰駅（きぶねえき）と命名された。その後、北浜村が1956年に浜北町に町制施行し、さらに1963年に浜北市に市制施行したため、駅名も1977年に現在の浜北駅（はまきたえき）に変更された。
「貴布祢」は1875年に当時の木船村と木船新田村が合併したときに誕生した地名で、この時に「木船」を「貴布祢」に改めて貴布祢村としている。その後誕生した「浜北」は、「浜名郡の北部に位置する町」が由来となっている。

### 年表
- 1909年（明治42年）12月6日：貴布禰駅として開業。
- 1923年（大正12年）4月1日：遠州貴布禰駅に改称。
- 1924年（大正13年）7月1日：西遠軌道貴布禰駅が同じ地点に開業。
- 1926年（大正15年）2月9日：日清紡績浜松工場専用線開通（貴布禰 - 日清紡間）。
- 1937年（昭和12年）10月6日：西遠鉄道線廃止。
- 1973年（昭和48年）10月1日：貨物営業廃止。
- 1977年（昭和52年）
  - 8月1日 浜北駅に改称。
  - 8月14日 貨物側線・貨物ホーム・上屋など駅構内遊休地に駅舎併設の浜北駅ビル（2階建て・鉄骨モルタル・テナント23店）オープン。
- 1979年（昭和54年）：5月1日 新浜松駅 - 浜北駅間の区間列車（1往復）廃止。
- 2003年（平成15年）：12月25日 浜北駅ビル改築[1]。
- 2005年（平成17年）：ホーム改築。
- 2015年（平成27年）4月1日：遠鉄トラベル浜北駅店 オープン。
- 2018年（平成30年）2月11日：バリアフリー化ホーム供用開始[2]。

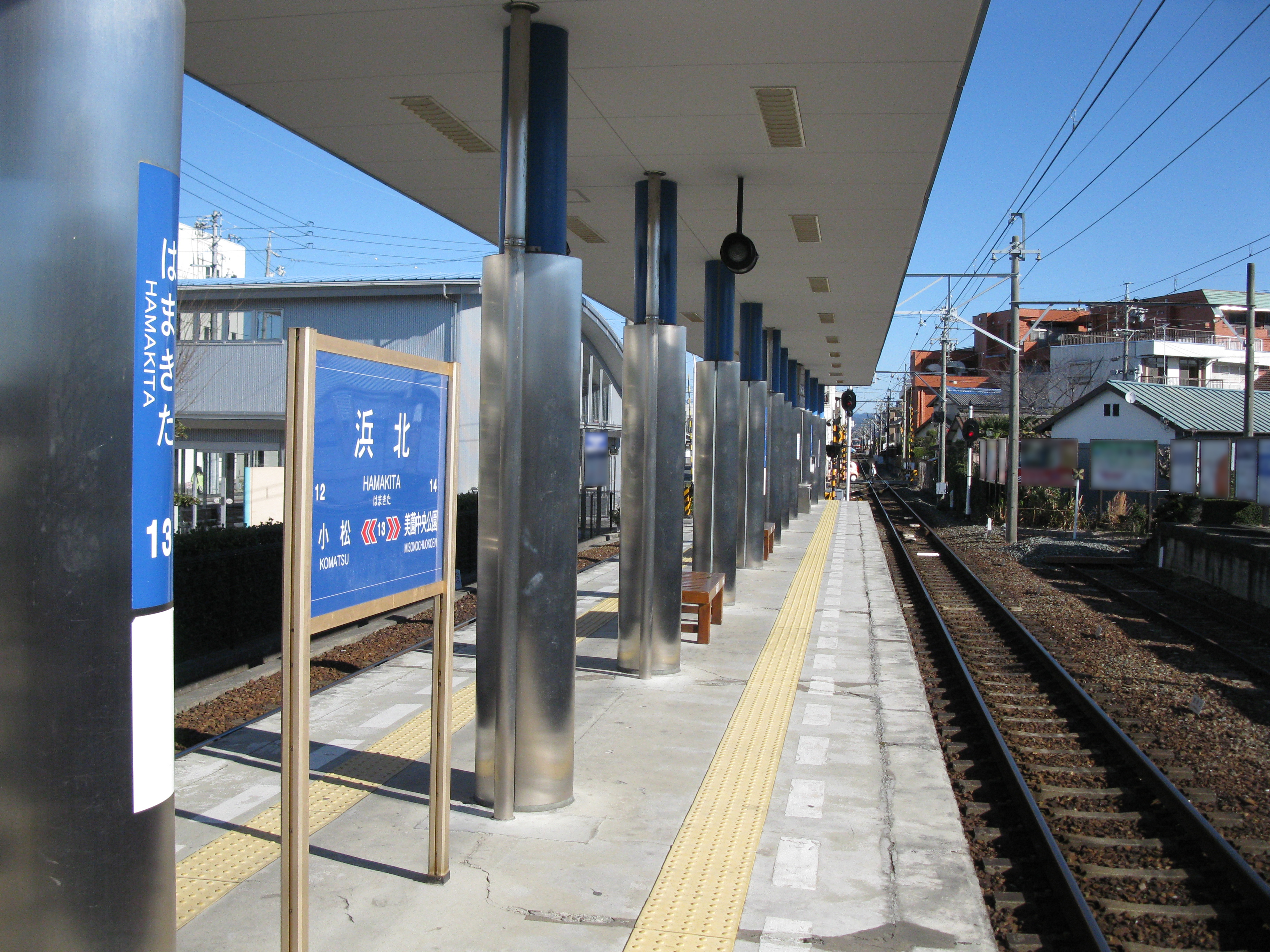
バリアフリー化以前のホーム
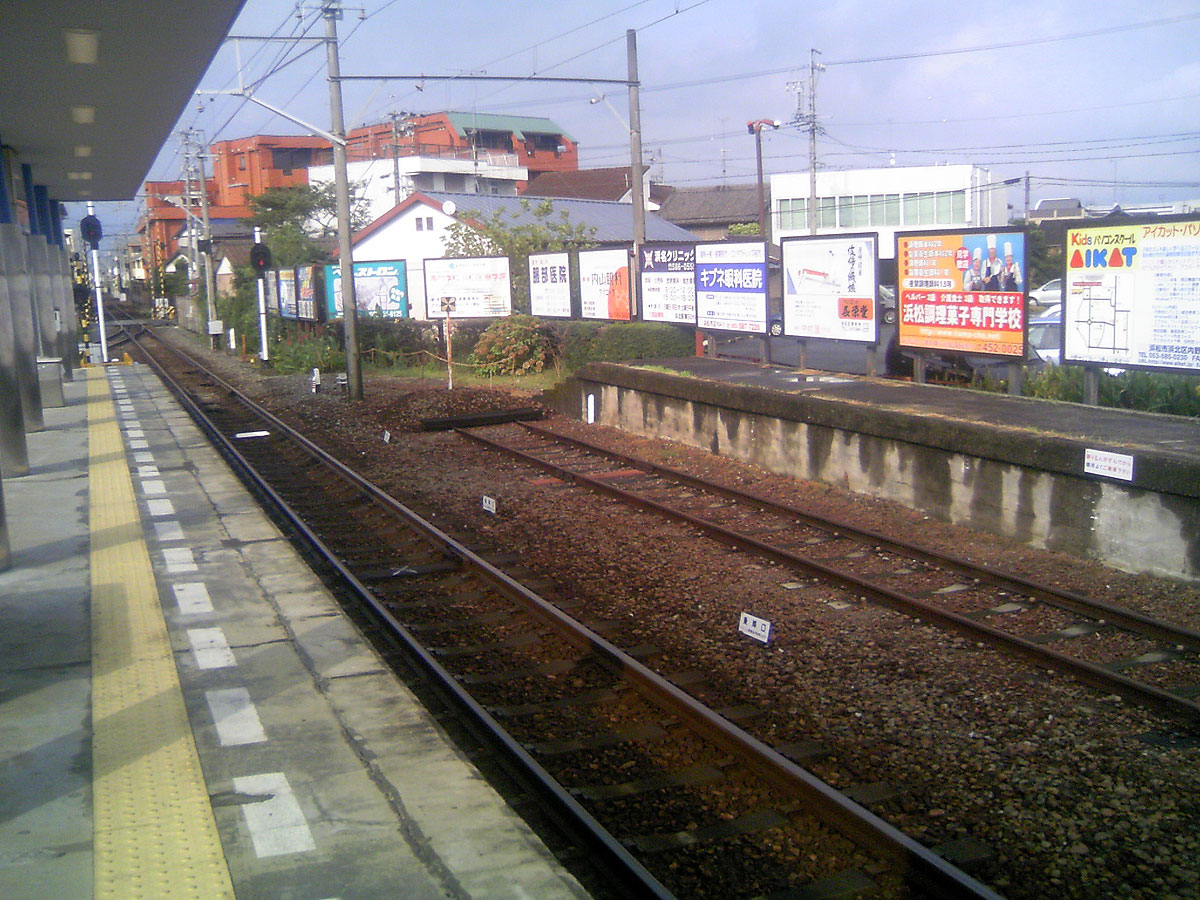
バリアフリー化以前まで残っていた側線と片面ホーム

## 駅構造
島式ホーム1面2線の地上駅。直営駅である。昼夜問わず列車交換が行われる。かつて側線が1本設置されていたが、バリアフリー化工事のため取り壊された。発車標はLCD式とLED式が設置されている。
一番東側に存在した線路（側線）とホームはかつてで1往復設定されていた新浜松 - 浜北間の区間列車用のホームの名残だった。区間運転廃止後は留置のために稀に使用されるのみで、旅客扱いは行われなかった。但し、「浜北夏祭り」等のイベント開催時に新浜松 - 浜北間の臨時列車を運転した際に使用した実績がある。近年は廃車となった車両を遠州西ヶ崎駅で解体する際に、解体場所確保の為に移動する機関車と貨車の疎開留置に使用されることもあった。前述通りバリアフリー化に伴うホーム改良工事のため、取り壊された。
駐輪場（収容320台）は駅の西側に存在する。
かつての駅舎は2階建てでテナントが数店舗入っており、遠鉄の駅としては最大規模の駅ビルだったが老朽化により取り壊され、現在の駅は待合室を含め駅舎のみとなっている。旧駅ビルのテナントの一部は駅前の再開発ビル「なゆた・浜北」に移転して営業を継続している。2015年4月1日には待合室に遠鉄トラベル浜北駅店がオープンしたが2020年1月30日に閉店済、店舗機能は遠鉄ストアきらりタウン店に移転。跡地には2021年1月に焼き芋店が入居した。
また、かつては駅の北西にあった日清紡績浜松工場（1997年閉鎖）への専用線が分岐しており、繭や綿花、生糸などの貨物輸送を行っていたが1973年に廃止された。現在、工場跡地には大型商業施設のプレ葉ウォーク浜北が建っている。

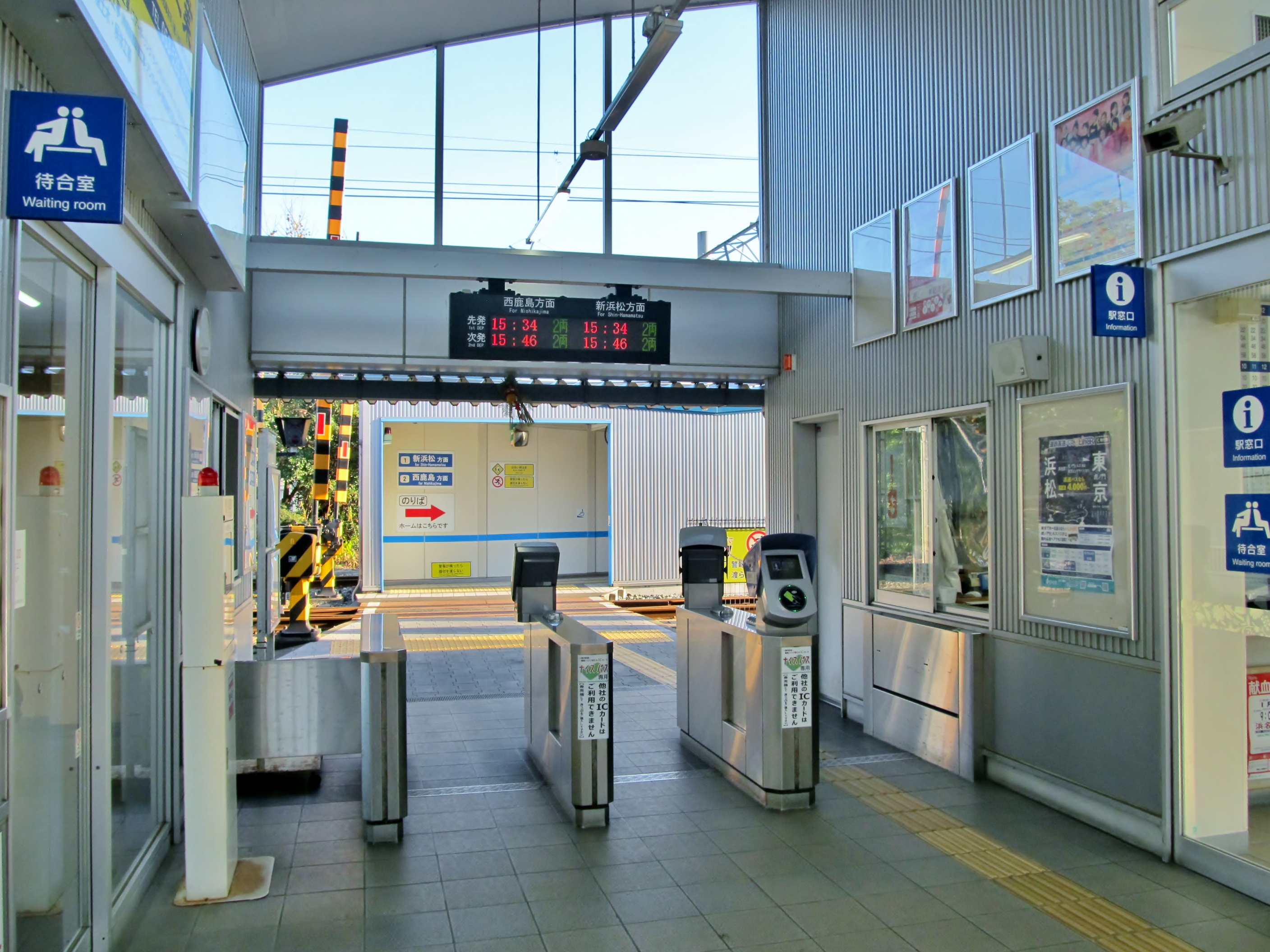
改札口
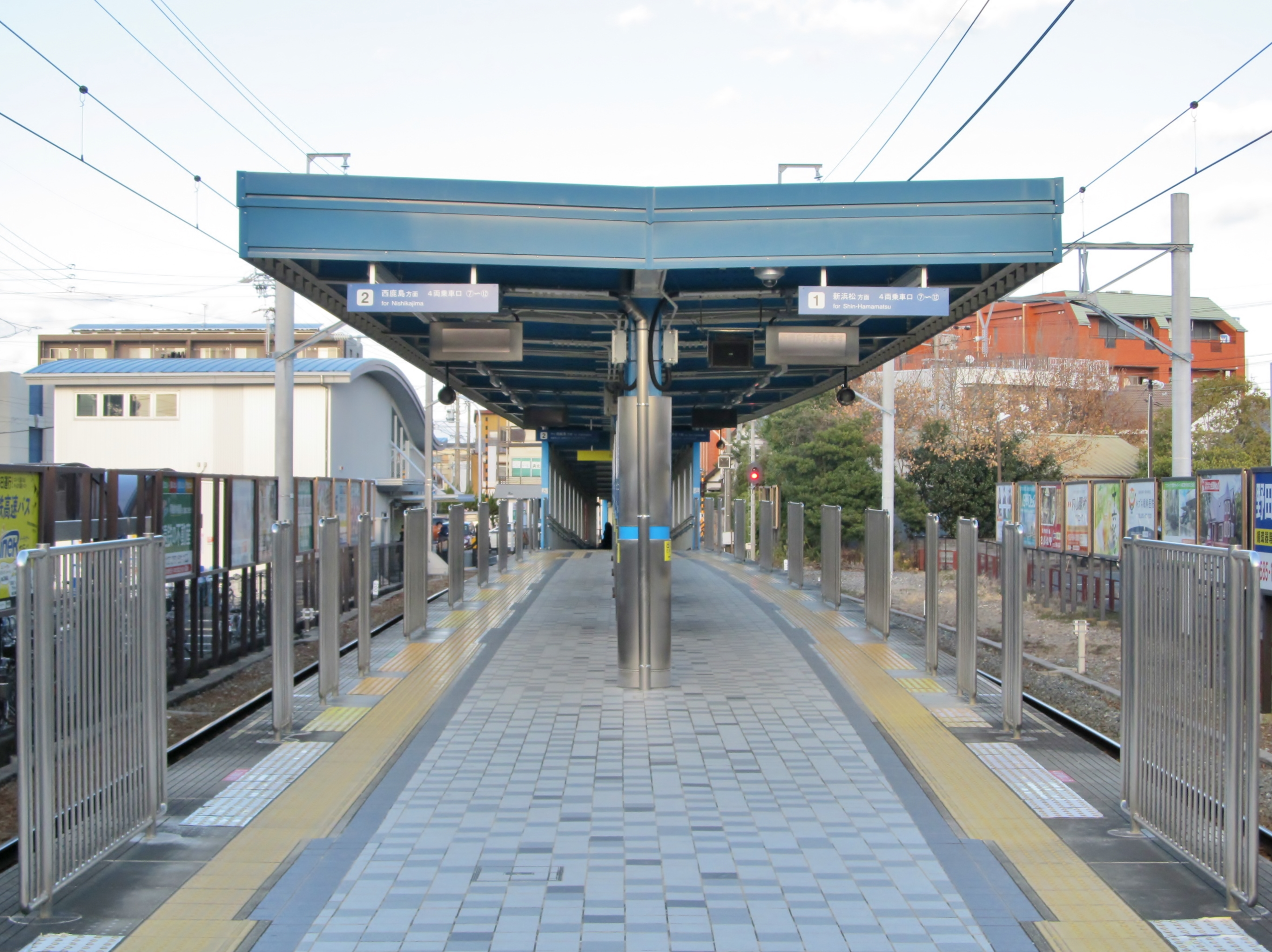
ホーム
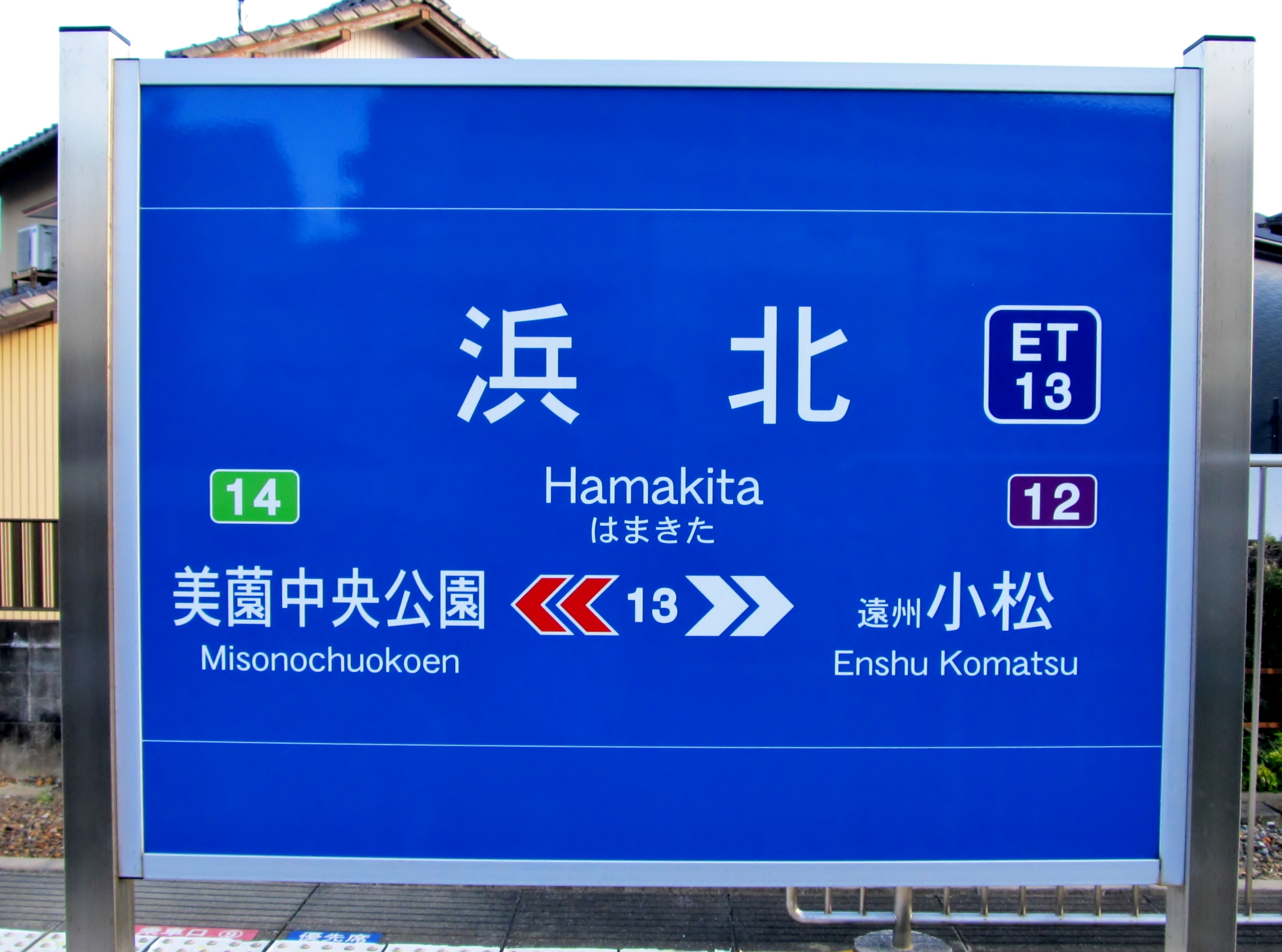
駅名標

### のりば
| ホーム | 路線            | 方向 | 行先             |
| ------ | --------------- | ---- | ---------------- |
| 1      | ■遠州鉄道鉄道線 | 上り | 曳馬・新浜松方面 |
| 2      | ■遠州鉄道鉄道線 | 下り | 西鹿島方面       |

## 利用状況
2019年度（令和元年度）の乗車人員は631,909人（全18駅中3位）、降車人員は658,798人（同2位）である。主として通学・通勤用に利用される。
1980年度（昭和55年度）以降の乗車人員および降車人員は次の表のとおりである。
| 年間の乗車人員・降車人員の推移 | 年間の乗車人員・降車人員の推移 | 年間の乗車人員・降車人員の推移 | 年間の乗車人員・降車人員の推移 |
| 年度                           | 遠州鉄道                       | 遠州鉄道                       | 出典・備考                     |
| 年度                           | 乗車人員                       | 降車人員                       | 出典・備考                     |
| ------------------------------ | ------------------------------ | ------------------------------ | ------------------------------ |
| 1980年度（昭和55年度）         | 641,729 人                     | 649,150 人                     | [ 5 ]                          |
| 1981年度（昭和56年度）         | 647,829 人                     | 629,563 人                     | [ 6 ]                          |
| 1982年度（昭和57年度）         | 637,706 人                     | 615,264 人                     | [ 7 ]                          |
| 1983年度（昭和58年度）         | 621,607 人                     | 596,600 人                     | [ 8 ]                          |
| 1984年度（昭和59年度）         | 610,730 人                     | 591,990 人                     | [ 9 ]                          |
| 1985年度（昭和60年度）         | 581,519 人                     | 568,594 人                     | [ 10 ]                         |
| 1986年度（昭和61年度）         | 596,864 人                     | 580,722 人                     | [ 11 ]                         |
| 1987年度（昭和62年度）         | 559,849 人                     | 539,665 人                     | [ 12 ]                         |
| 1988年度（昭和63年度）         | 552,016 人                     | 539,685 人                     | [ 13 ]                         |
| 1989年度（平成元年度）         | 523,421 人                     | 511,503 人                     | [ 14 ]                         |
| 1990年度（平成2年度）          | 533,911 人                     | 528,080 人                     | [ 15 ]                         |
| 1991年度（平成3年度）          | 520,475 人                     | 513,888 人                     | [ 16 ]                         |
| 1992年度（平成4年度）          | 500,920 人                     | 496,395 人                     | [ 17 ]                         |
| 1993年度（平成5年度）          | 450,678 人                     | 447,010 人                     | [ 18 ]                         |
| 1994年度（平成6年度）          | 450,654 人                     | 446,689 人                     | [ 19 ]                         |
| 1995年度（平成7年度）          | 434,534 人                     | 428,513 人                     | [ 20 ]                         |
| 1996年度（平成8年度）          | 446,570 人                     | 441,219 人                     | [ 21 ]                         |
| 1997年度（平成9年度）          | 473,979 人                     | 462,772 人                     | [ 22 ]                         |
| 1998年度（平成10年度）         | 334,598 人                     | 444,771 人                     | [ 23 ]                         |
| 1999年度（平成11年度）         | 419,737 人                     | 417,373 人                     | [ 24 ]                         |
| 2000年度（平成12年度）         | 422,884 人                     | 419,208 人                     | [ 25 ]                         |
| 2001年度（平成13年度）         | 461,268 人                     | 452,141 人                     | [ 26 ]                         |
| 2002年度（平成14年度）         | 452,445 人                     | 446,711 人                     | [ 27 ]                         |
| 2003年度（平成15年度）         | 429,913 人                     | 425,072 人                     | [ 28 ]                         |
| 2004年度（平成16年度）         | 471,270 人                     | 429,910 人                     | [ 29 ]                         |
| 2005年度（平成17年度）         | 454,258 人                     | 457,677 人                     | [ 30 ]                         |
| 2006年度（平成18年度）         | 467,442 人                     | 472,089 人                     | [ 31 ]                         |
| 2007年度（平成19年度）         | 515,185 人                     | 526,337 人                     | [ 32 ]                         |
| 2008年度（平成20年度）         | 529,711 人                     | 544,218 人                     | [ 33 ]                         |
| 2009年度（平成21年度）         | 519,169 人                     | 536,595 人                     | [ 34 ]                         |
| 2010年度（平成22年度）         | 521,278 人                     | 536,918 人                     | [ 35 ]                         |
| 2011年度（平成23年度）         | 517,339 人                     | 538,460 人                     | [ 36 ]                         |
| 2012年度（平成24年度）         | 536,727 人                     | 559,450 人                     | [ 37 ]                         |
| 2013年度（平成25年度）         | 544,589 人                     | 568,326 人                     | [ 38 ]                         |
| 2014年度（平成26年度）         | 569,484 人                     | 594,030 人                     | [ 39 ]                         |
| 2015年度（平成27年度）         | 600,759 人                     | 630,176 人                     | [ 40 ]                         |
| 2016年度（平成28年度）         | 604,026 人                     | 631,541 人                     | [ 41 ]                         |
| 2017年度（平成29年度）         | 622,962 人                     | 649,810 人                     | [ 42 ]                         |
| 2018年度（平成30年度）         | 635,574 人                     | 663,273 人                     | [ 43 ]                         |
| 2019年度（令和元年度）         | 631,909 人                     | 658,798 人                     | [ 4 ]                          |

## 駅周辺
道路
- 二俣街道
- 静岡県道363号高薗貴布祢線
- 静岡県道391号細江浜北線

公共系施設
- なゆた・浜北（浜北駅前再開発ビル）
  - なゆたホール
  - 浜松市浜名区役所
  - 浜松市立浜北図書館
- 浜松市浜北文化センター
- 浜松市保健所浜北保健センター
- 浜北公共職業安定所
- 一般財団法人浜松まちづくり公社浜北事務所

金融関連
- 浜北郵便局
- 静岡銀行浜北支店
- 静岡県労働金庫浜北支店

医療・教育関連
- 協立十全病院（駅から無料送迎バス5分）
- 浜松市立北浜小学校

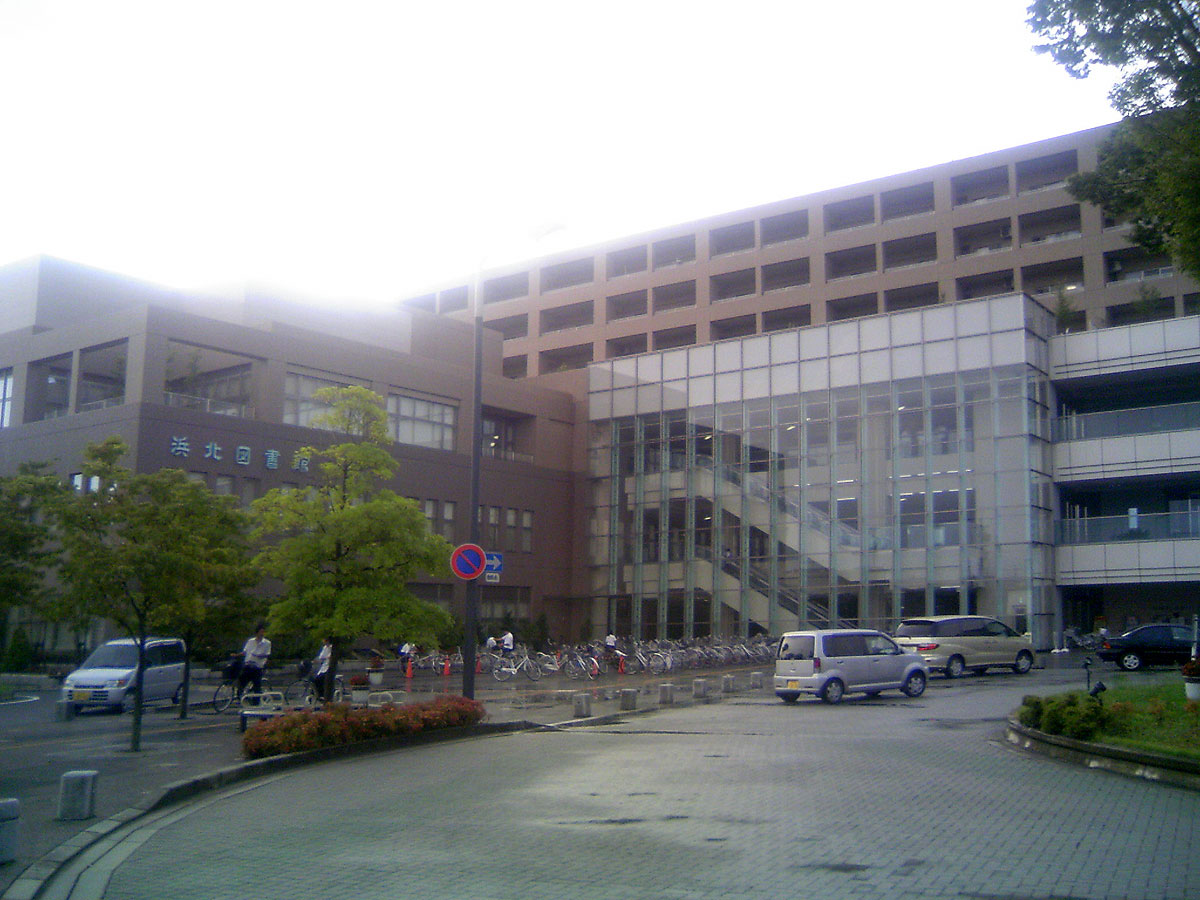
なゆた・浜北

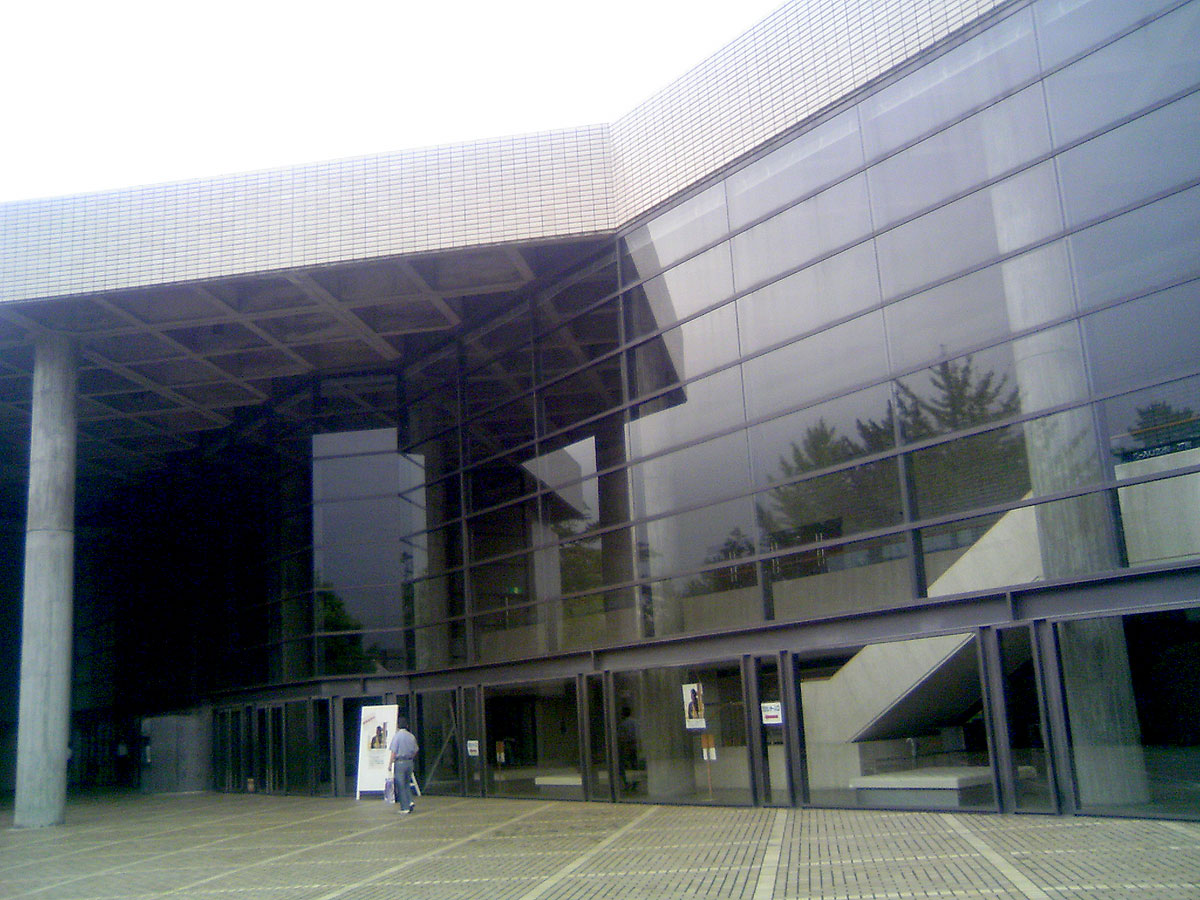
浜松市浜北文化センター

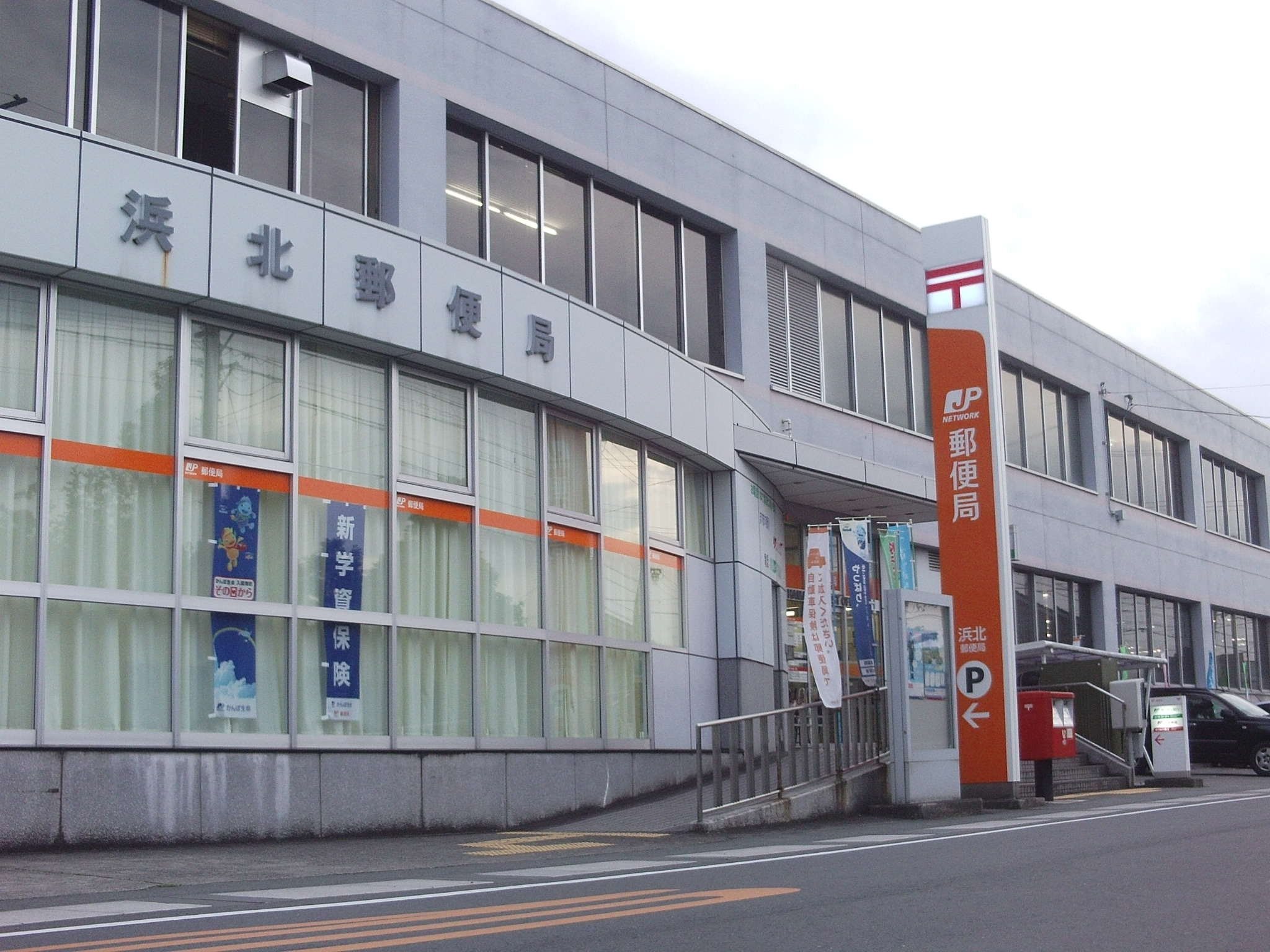
浜北郵便局

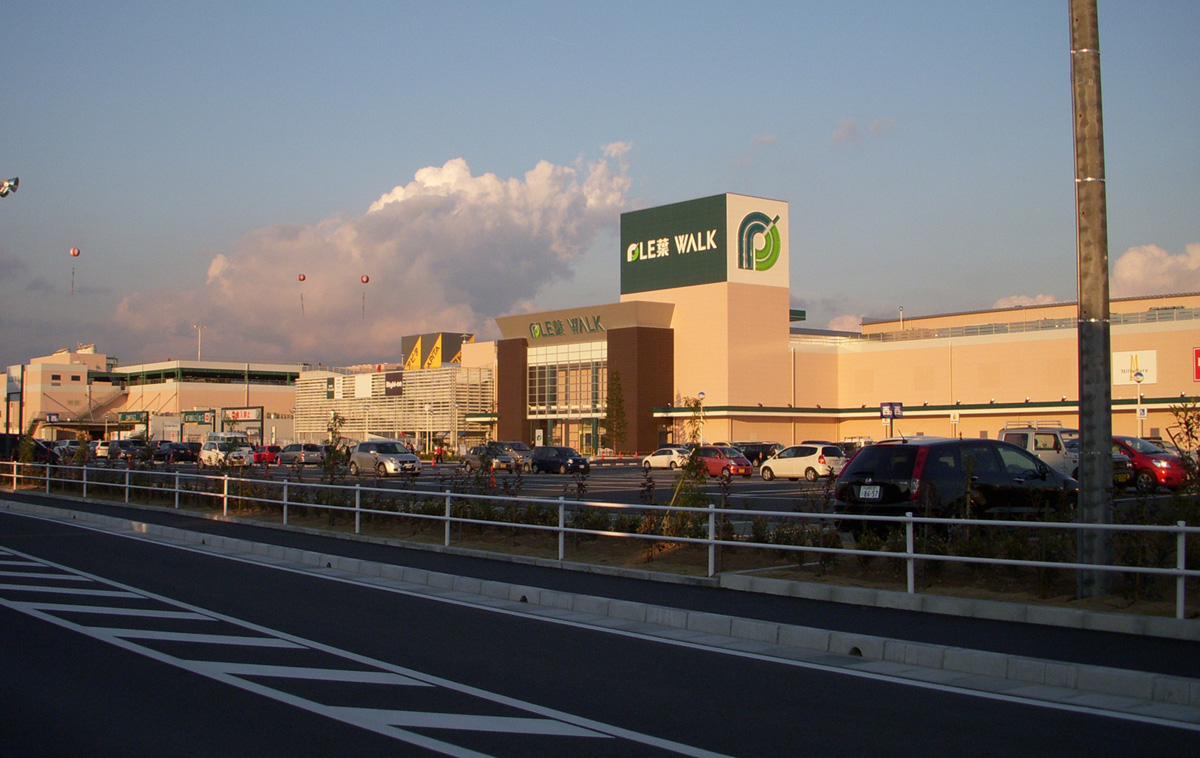
プレ葉ウォーク浜北

- 静岡医療科学専門学校（駅から無料送迎バス5分）
- 専門学校浜松医療学院
- 秀英予備校浜北校
- 佐鳴予備校浜北校

流通・商業店舗
- プレ葉ウォーク浜北
- マックスバリュ浜北店
- サンストリート浜北
- エブリィビッグデー 浜北店

その他
- 浜北商工会
- 沼八幡宮
- 貴布祢神社

## バス路線
のりばは駅前ロータリーにあり、バス停名は、遠鉄バスは「浜北駅」、浜松市浜北コミュニティバスは「なゆた浜北」、十全病院シャトルバスは「浜北駅」、ジャムジャムエクスプレスは「浜北駅前」だが、同一の場所に並んでいる。

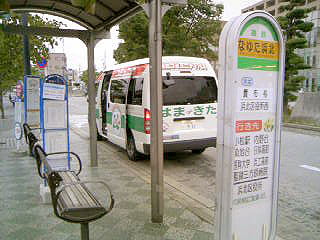
駅前バス乗り場

| 路線名                       | 系統                         | 主要経由地                                                                                           | 行先                 | 運行事業者               | 備考                                   |
| ---------------------------- | ---------------------------- | --- | -------------------- | ------------------------ | -------------------------------------- |
| 浜北医大三方原聖隷線         | 100                          | 小松駅・西部免許センター・内野台・染地台・医科大学・三方原営業所・浜工高前・曳馬野・都田口・根洗     | 聖隷三方原病院       | 遠州鉄道                 | ―                                      |
| 浜北医大三方原聖隷線         | 直通                         | ー                                                                                                   | 啓陽高校             | 遠州鉄道                 | ―                                      |
| 浜北コミュニティバス         | 赤佐中瀬線                   | 日赤病院・岡田整形外科・中瀬小学校・遠江病院・北斗わかば病院・芝本駅・ピアゴ於呂店・岩水寺・西鹿島駅 | 上島公民館           | 水・土運行               | ―                                      |
| 浜北コミュニティバス         | 大平堀谷線                   | 日赤病院・小林駅入口・宮口駅・麁玉協働センター・大平・あらたまの湯                                   | 堀谷                 | 火・金運行               | ―                                      |
| 浜北コミュニティバス         | 北浜麁玉線（東コース）       | 日赤病院・八幡団地・高薗・若草団地・トスコ                                                           | （循環運転）         | 片方向循環、月・木運行   | ―                                      |
| 浜北コミュニティバス         | 北浜麁玉線（西コース）       | 日赤病院・麁玉協働センター・浜北西高校・サンストリート浜北入口・プレ葉ウォーク浜北東                 | （循環運転）         | 片方向循環、月・木運行   | ―                                      |
| 十全グループ無料シャトルバス | 十全グループ無料シャトルバス | 静岡医療科学専門学校・十全記念病院                                                                   | 浜北駅               | 協立十全記念病院         | 通院者・病院関係者のみ利用可・日祝運休 |
| JAMJAMライナー               | JX301便                      | 京都三条京阪前・大阪梅田プラザモータープール・USJ                                                    | 神戸三宮高架商店街前 | ジャムジャムエクスプレス | 夜行高速バス                           |

- 駅前バス乗り場

## 隣の駅
遠州鉄道
■ET 鉄道線
遠州小松駅（ET12） - 浜北駅（ET13） - 美薗中央公園駅（ET14）